# Brüggerhorn
Das Brüggerhorn (früher auch Bruggersberg) ist ein 2447 m ü. M. hoher Berggipfel in den Plessur-Alpen im Kanton Graubünden in der Schweiz. Er steht auf dem Gebiet der Gemeinde Arosa.

## Lage und Beschreibung

Weisshorn (links) und Brüggerhorn, Luftbild von 1965

Das Brüggerhorn liegt als Teil der Zentralen Plessurberge nordöstlich des Weisshorns, von diesem durch den Weisshornsattel getrennt. Der Gipfel ist im Wesentlichen eine Rasenkuppe, gegen Norden in einem jähen Schrofenhang abfallend. Er ist von der Sattelhütte auf der planierten Skipiste in rund 10 Minuten zu erreichen (Schwierigkeitsgrad T2). Der Gipfel bietet dem Besucher einen Rundblick in die Aroser Bergschale, das obere Schanfigg, Sapün und Fondei sowie in das Gebiet der Prätschseen. Der Name entstammt dem alten Aroser Geschlecht der «Brucker/Brügger», die am Brüggerhorn ausgedehnte Ländereien besassen, heute jedoch nicht mehr im Ort sesshaft sind. Seit dem 28. Mai 1966 gilt das Brüggerhorn zusammen mit dem Schafrügg und dem Schwarzsee als absolutes Pflanzenschutzgebiet.

## Touristische Erschliessung

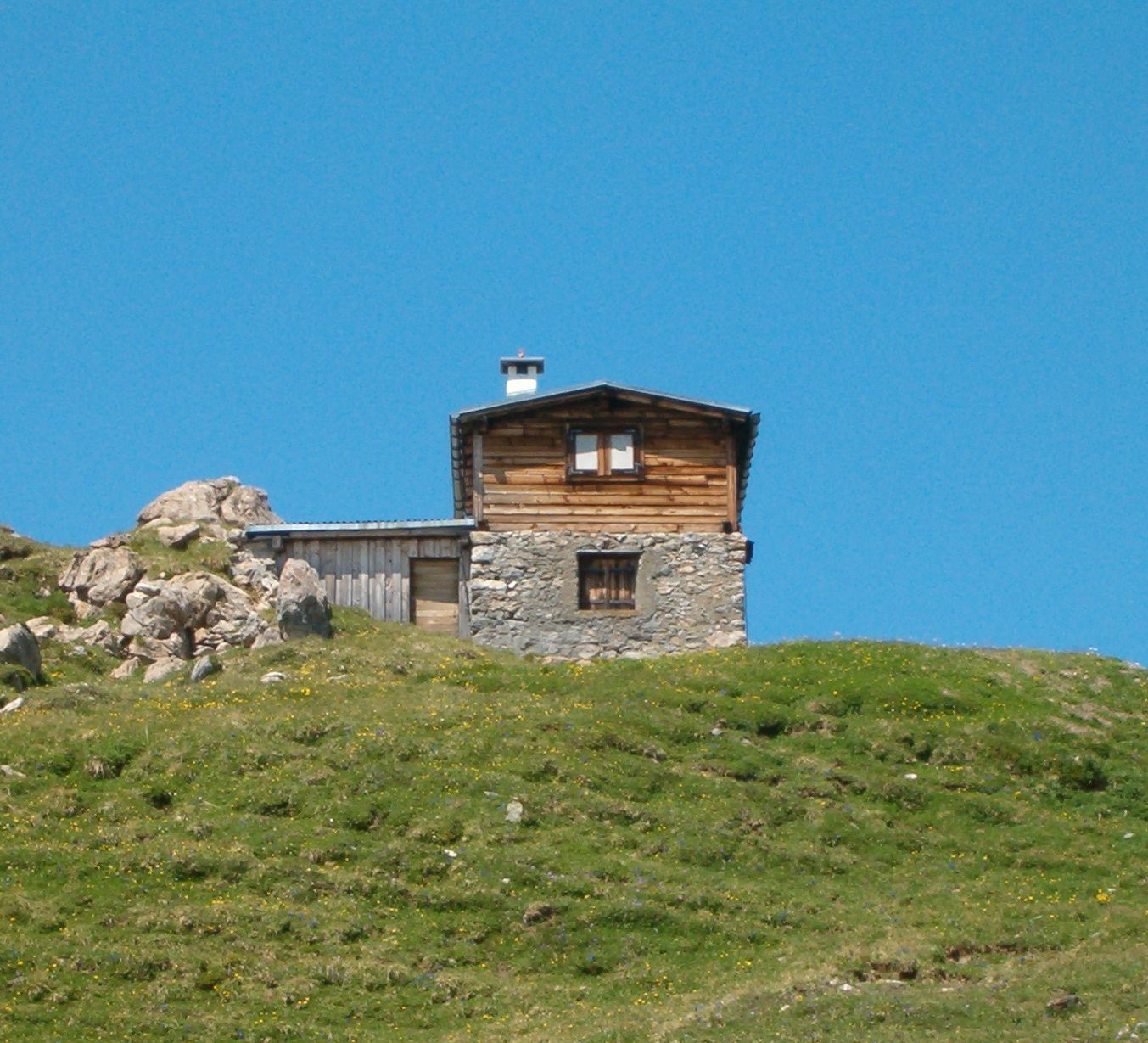
Brüggerhorn-/Ferdinandshütte

Das Brüggerhorn war früher ein beliebtes Ziel für Skitourenfahrer. Aufgrund dessen errichtete der Skiclub Arosa 1911 am Nordfuss die 2330 m ü. M. gelegene Brüggerhornhütte (Ferdinandshütte), die 1930 in ihrer Funktion von der Weisshornhütte (heute Sattelhütte) abgelöst wurde. 1938 erschlossen die Arosa Bergbahnen das Gebiet mit einem Schlepplift. Diese Weisshorn- oder Sattellift genannte Anlage folgte im Wesentlichen der heutigen Skipiste von der Endstation des Riedlifts zur Sattelhütte.
1970 erfolgte der Abbruch des Skilifts zugunsten der Zweiersesselbahn Brüggerhorn, die von der Mittelstation der Weisshornbahn direkt aufs Brüggerhorn führt und auch Fussgängern für Berg- und Talfahrten offensteht. Von dort existiert eine Transportseilbahn hinunter zur Sattelhütte, die auf diesem Weg logistisch versorgt wird. Das Brüggerhorn bildet heute neben Hörnli-Urdental das hauptsächliche, mechanisch erschlossene Aroser Freeride-Gebiet mit einer langen Variantenabfahrt über den Chüeberg nach Molinis. Winterwanderwege führen vom Gipfel zum Weisshorn, zur Mittleren Hütte sowie ins Gebiet Fuchs-Rot Tritt-Prätsch-Maran.

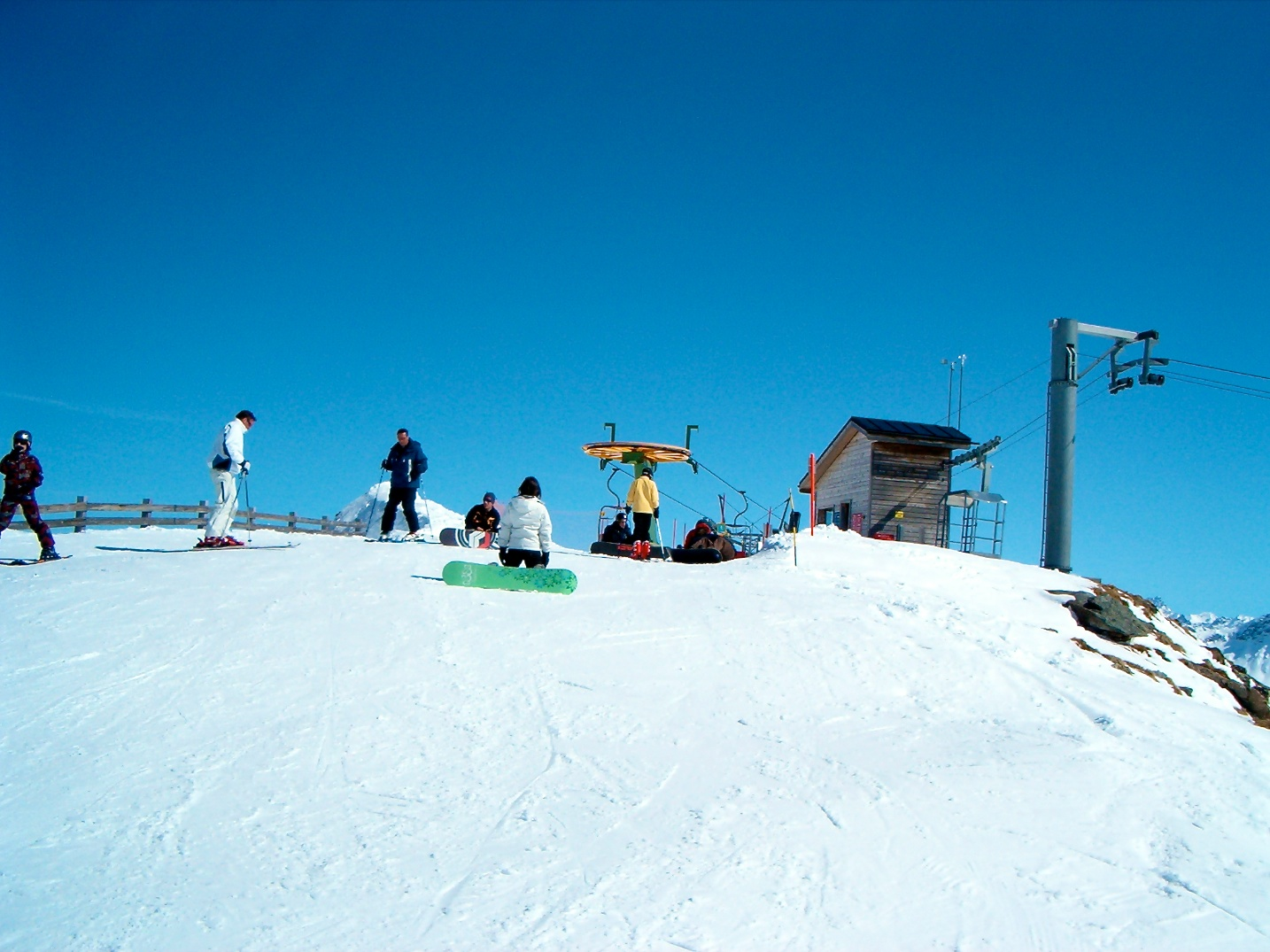
Endstation Zweiersesselbahn Brüggerhorn (1970–2019) mit Transportseilbahn zur Sattelhütte

Die von der Firma Städeli aus Oetwil am See (WSO) gebaute Sesselbahn Brüggerhorn gehörte bei ihrem Rückbau im Jahr 2019 zu den ältesten noch weitgehend im Originalzustand befindlichen Sesselbahnen der Schweiz. Für 2015 planten die Arosa Bergbahnen den Ersatz dieser Anlage, der auf der bisherigen Linie – und nicht wie zeitweise angedacht von der Talstation des Tomelilifts her – zum Brüggerhorn führen würde. Zwecks Evaluation alternativer Varianten sowie aus Gründen des Quellwasserschutzes wurde das Bauvorhaben zunächst zurückgestellt, konnte jedoch im Sommer 2019 in Form einer kuppelbaren 6er-Sesselbahn mit Windschutzhauben schliesslich realisiert werden.

## Sportanlässe am Brüggerhorn
Am Brüggerhorn wurden während vieler Jahre im Rahmen der internationalen Dreigipfel- beziehungsweise Dreipistenrennen alpine Skirennveranstaltungen durchgeführt. Dabei befuhr man verschiedene Strecken, meist von der Pyramide direkt über das Bäärgji zur LAW-Mittelstation oder über die Ostflanke durch das Tomelitäli Richtung Prätschli. Heute besteht eine FIS-homologierte Rennpiste von den Schmidsch Steinen durch die Sattelmulde und das Traxloch zur Mittleren Hütte, auf der die heutigen Dreipistenrennen, meist FIS-Speedbewerbe, stattfinden. Auf dieser Strecke wurden auch schon Winter-Downhill- und Airboardrennen durchgeführt.